# DIMENSION: DILEMMA
『DIMENSION: DILEMMA』（ディメンション: ジレンマ）は、韓国の7人組男性アイドルグループであるENHYPENの1stスタジオ・アルバムである。2021年10月12日にBelift、ジニーミュージック、Stone Music Entertainmentよりリリースされた。

## プロモーション
2021年9月2日にジョンウォン、ヒスン、ジェイ、ジェイク、ソンフンが、9月5日にニキが新型コロナウイルスに感染したことがWeverseを通じて発表され、当初予定されていた9月末の発売が延期されていた。同月16日には、メンバー全員が完治判定を受けたことにより、生活治療センターから退所し、全員隔離解除されたことが発表された。あわせてアルバムの発売が10月中になったことも発表され、翌日17日、アルバムタイトルと発売日が10月12日に決定したことが発表された。同時に、HYBE LABELSのYouTubeチャンネルでは「Intro: Whiteout」の映像、プロモーションカレンダーが公開された。9月23日、「SCYLLA ver.」のムードボード3種が公開された。シャンデリアとコインを持ったまま苦悩に陥ったようなメンバーの姿、古代壁画を連想させる神殿が描かれている。同日、先行注文数が60万枚を突破したことが発表された。同年4月にリリースした2ndミニアルバム『BORDER: CARNIVAL』の先行注文数（約45万枚）をはるかに上回り、ENHYPENのアルバム先行注文数の自己最高記録となった。

## パッケージ
- CD
- フォトブック: 各形態ごとに1種 / W150 H210 (mm) / SCYLLA: 112p / ODYSSEUS: 120p / CHARYBDIS: 112p
- リリックブック: 各形態ごとに1種 / W100 H148 (mm) / 20p
- フォトカード: 各形態ごとに8種、ランダムで1種 / W54 H86 (mm)
- ホログラムフォトカード: 各形態ごとに7種、ランダムで1種 / W54 H86 (mm)
- ミニポスター: 各形態ごとに7種、ランダムで1種 / 折りたたみポスター / W450 H210 (mm)
- シール: 各形態ごとに1種 / W150 H210 (mm)
- 初回限定ポスター: 各形態ごとに1種 / 初回数量限定 / W570 H390 (mm)
- 初回限定OSプレイヤーカード: 1種 / 初回数量限定 / W496 H120 (mm)
- 初回限定ポラロイド: 計330枚、ランダムで1枚 / 初回限定盤の内、330枚のアルバムにのみ1枚ずつ提供

## 収録曲
| #  | タイトル            | 作詞 | 作曲・編曲 |
| -- | ------------------- | ---- | ---------- |
| 1. | 「Intro: Whiteout」 |      |            |